# Тарасовская (Коми)
Тара́совская (коми Тарасовскӧй) — деревня в Прилузском районе Республики Коми России. Входит в состав сельского поселения Лойма.

## География
Деревня находится в юго-западной части республики, в подзоне средней тайги, в пределах Вычегодской равнины, на правом берегу реки Лузы, при автодороге 87Р-038, на расстоянии примерно 49 километров (по прямой) к северо-западу от села Объячева, административного центра района. Абсолютная высота — 132 метра над уровнем моря.
Климат
Климат характеризуется как умеренно континентальный, с продолжительной суровой многоснежной зимой и коротким прохладным летом. Средняя температура воздуха самого холодного месяца (января) составляет −17 °C (абсолютный минимум — −50 °С); самого тёплого месяца (июля) — 15 °C (абсолютный максимум — 35 °С). Годовое количество атмосферных осадков — 700 мм.
Часовой пояс
Тарасовская, как и вся Республика Коми, находится в часовой зоне МСК (московское время). Смещение применяемого времени относительно UTC составляет +3:00.

## Население
| 2010 |
| ---- |
| 111  |

Гендерный состав
По данным Всероссийской переписи населения 2010 года в гендерной структуре населения мужчины составляли 49,5 %, женщины — соответственно 50,5 %.
Национальный состав
Согласно результатам переписи 2002 года, в национальной структуре населения русские составляли 90 % из 129 чел.